# 陳善 (建文進士)
陳善（1374年—？），字之敬，直隸蘇州府崑山縣人，民籍，明朝政治人物。進士出身。

## 生平
縣學生，己卯科鄉試第十名。建文二年（1400年）庚辰科會試第五十八名，殿試登進士三甲。

## 家族
曾祖父陳德山、祖父陳茂之，父亲陳壽七。